# Эберле, Ингрид
Ингрид Эберле, в замужестве Траппель (нем. Ingrid Eberle-Trappel; род. 3 июня 1957, Дорнбирн) — австрийская горнолыжница, выступавшая в слаломе, гигантском слаломе и скоростном спуске. Представляла сборную Австрии по горнолыжному спорту в 1973—1982 годах, бронзовая призёрка чемпионата мира, обладательница серебряной и бронзовой медалей Кубка мира, двукратная чемпионка австрийского национального первенства, участница зимних Олимпийских игр в Лейк-Плэсиде.

## Биография
Ингрид Эберле родилась 3 июня 1957 года в городе Дорнбирн, Форарльберг. Впервые встала на лыжи в возрасте шести лет, проходила подготовку под руководством своего отца-горнолыжника, выступавшего в этом виде спорта в 1950-х годах. Тренировалась вместе со старшей сестрой Сигрид, которая впоследствии тоже стала достаточно известной горнолыжницей. Уже с 1970 года побеждала на различных юниорских соревнованиях регионального и национального уровня.
В 1973 году вошла в основной состав австрийской национальной сборной и дебютировала в Кубке мира, в частности заняла шестое место в скоростном спуске на этапе в швейцарском Санкт-Морице. В последующих сезонах показывала достаточно неплохие результаты на этапах мирового кубка, но ни одного из этапов выиграть не смогла — добыла лишь серебряную и бронзовую медали. Гораздо лучшие результаты показывала в Кубке Европы, где в общей сложности 16 раз поднялась на подиум, в том числе три этапа выиграла.
Одержала победу на чемпионате Австрии 1980 года в гигантском слаломе и благодаря череде удачных выступлений удостоилась права защищать честь страны на зимних Олимпийских играх в Лейк-Плэсиде — в слаломе по сумме двух попыток заняла тринадцатое место, в гигантском слаломе финишировала четырнадцатой, в скоростном спуске показала шестой результат. В зачёте комбинации оказалась на третьей позиции, пропустив вперёд только представительницу Лихтенштейна Ханни Венцель и горнолыжницу из США Синди Нельсон, хотя данная дисциплина в то время не входила в олимпийскую программу, и полученная бронзовая награда пошла исключительно в зачёт чемпионата мира.
После Олимпиады Эберле ещё в течение некоторого времени оставалась в главной горнолыжной команде Австрии и продолжала принимать участие в крупнейших международных соревнованиях. Так, в 1982 году она побывала на чемпионате мира в Шладминге, где заняла тринадцатое место в слаломе. В том же году стала чемпионкой страны в комбинации и вскоре приняла решение завершить спортивную карьеру.
Покинув большой спорт, открыла магазин спортивных товаров в Брегенце.